# スバル・プレオプラス
プレオ プラス（プレオ+、PLEO+、PLEO PLUS）は、SUBARU（旧・富士重工業）が販売する軽自動車である。製造元はダイハツ工業。

## 概要
プレオ+は、すでに販売されているプレオ（ミラのOEM供給車種）の派生車種として、優れた低燃費と手ごろな価格設定を特徴とするミラ イース（2018年3月から6月までを除いてミラシリーズ、以下イース）をベースにしたOEM供給車種として発表された。月販目標台数は1000台。なお、イースはすでにトヨタ自動車へピクシス エポック（ピクシスシリーズ、以下エポック）の車種名でOEM供給が行われていることから、3姉妹車種となった。

## 初代（通算3代目） LA300F/310F型（2012年 - 2017年）

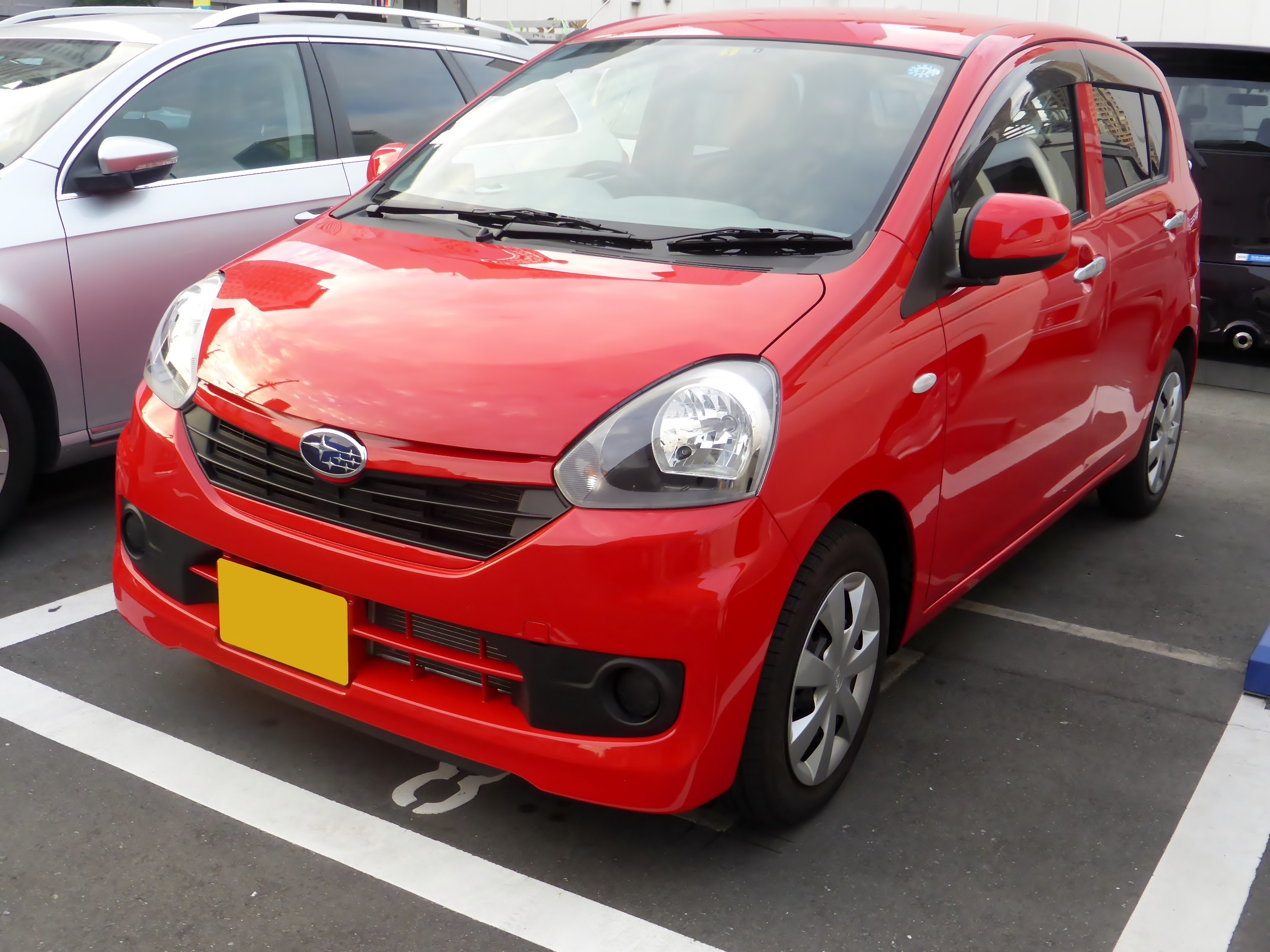
F 後期型
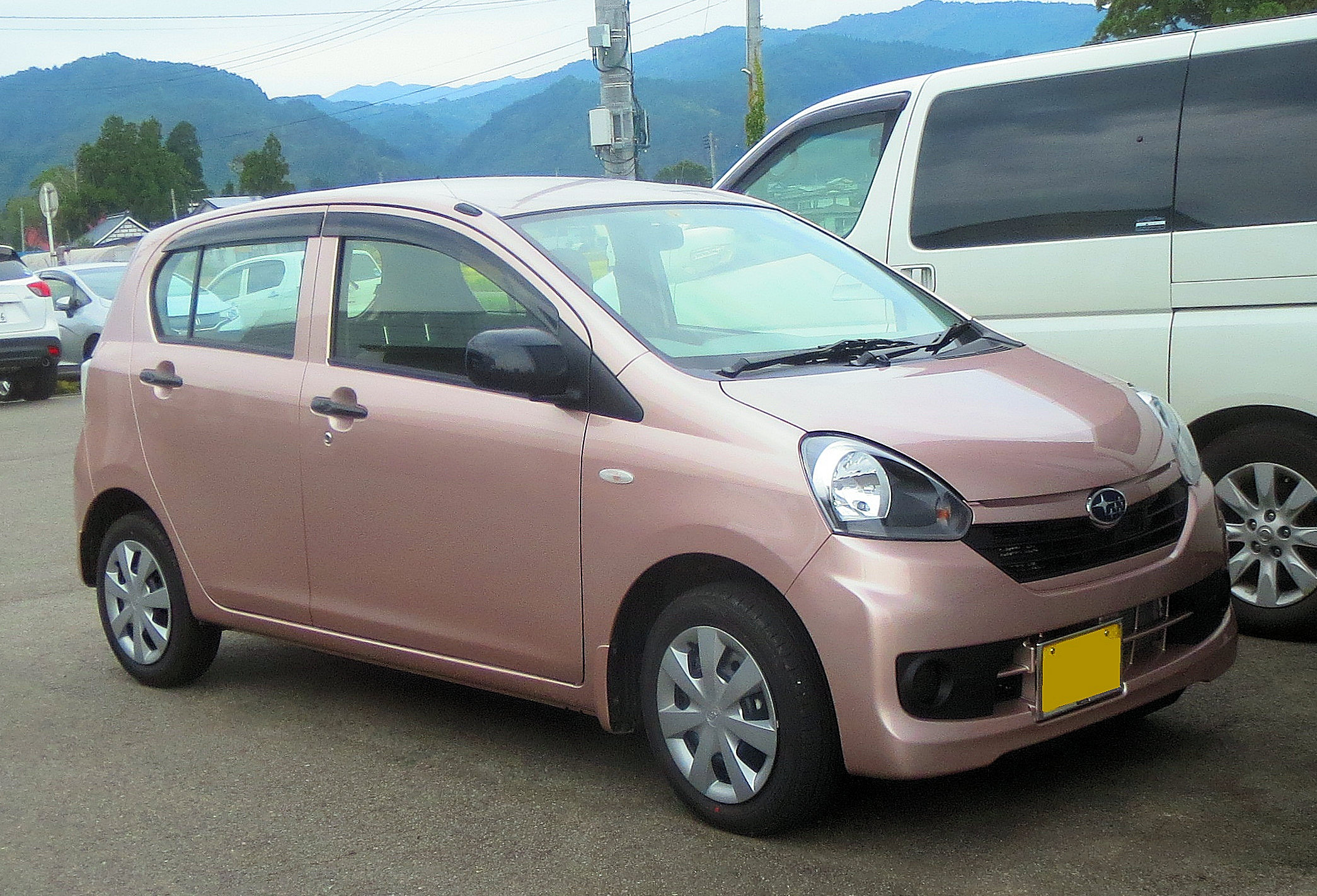
FA スマートアシスト 後期型
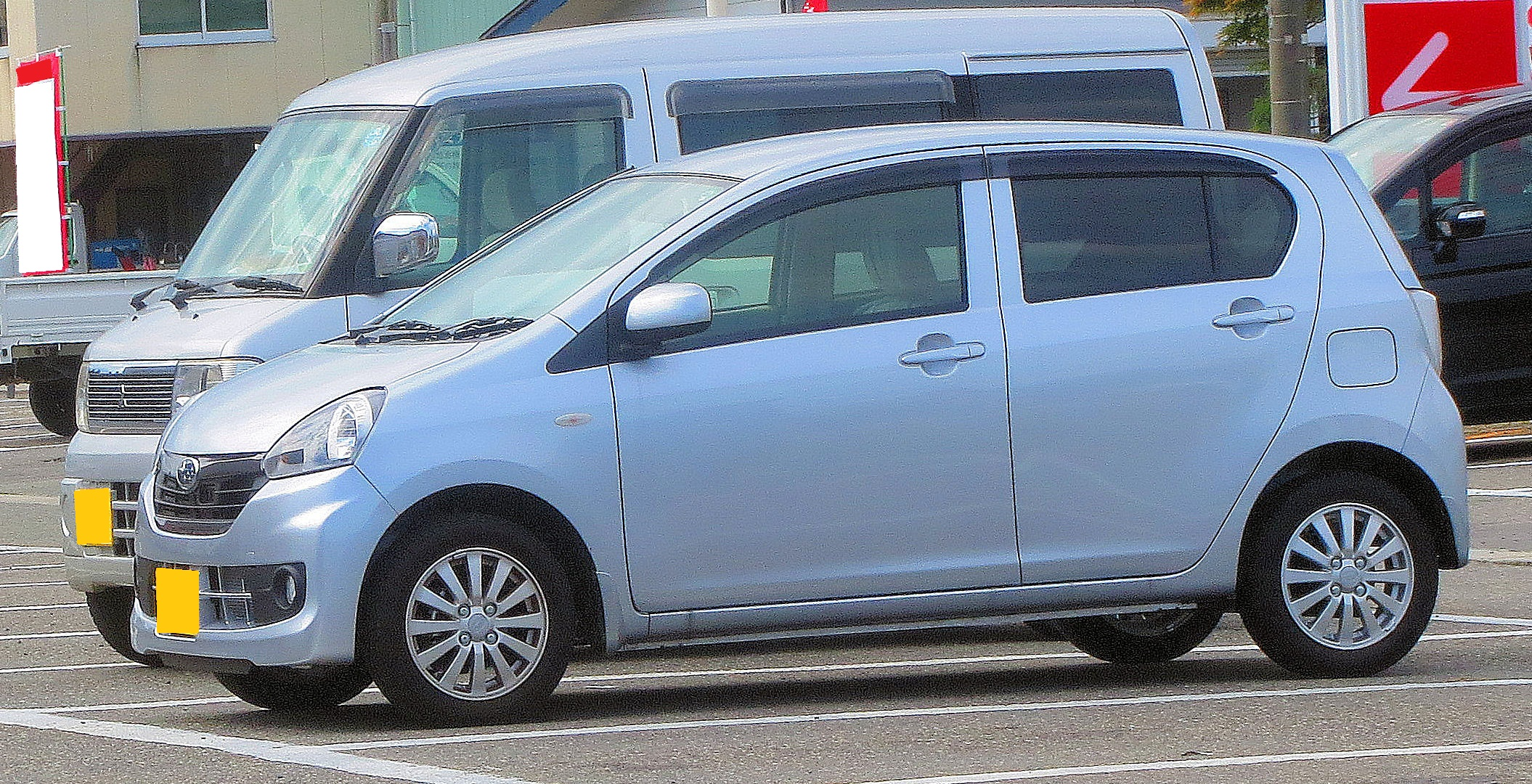
L スマートアシスト Black Edition 後期型

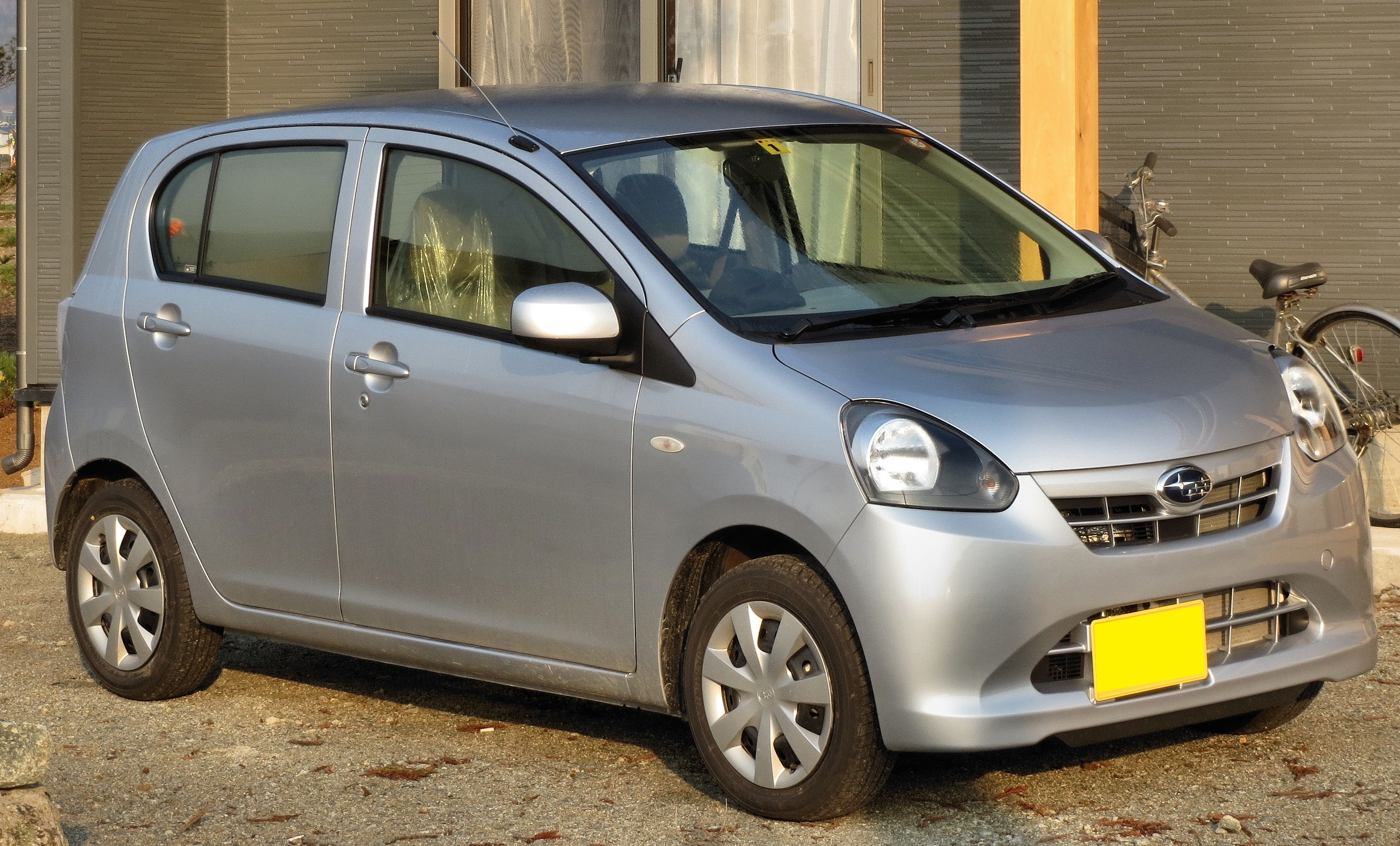
F 前期型
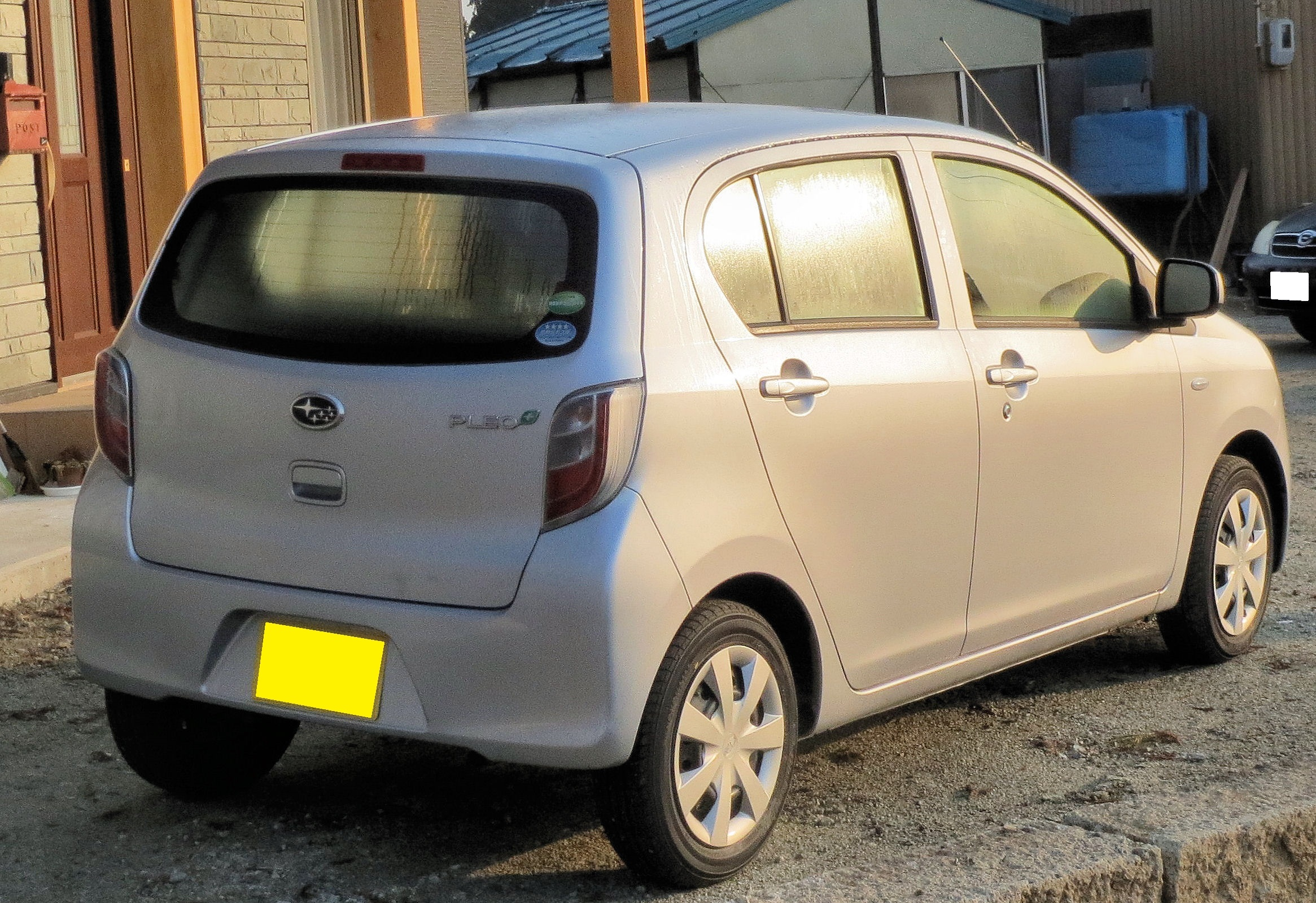
F 前期型・リヤ
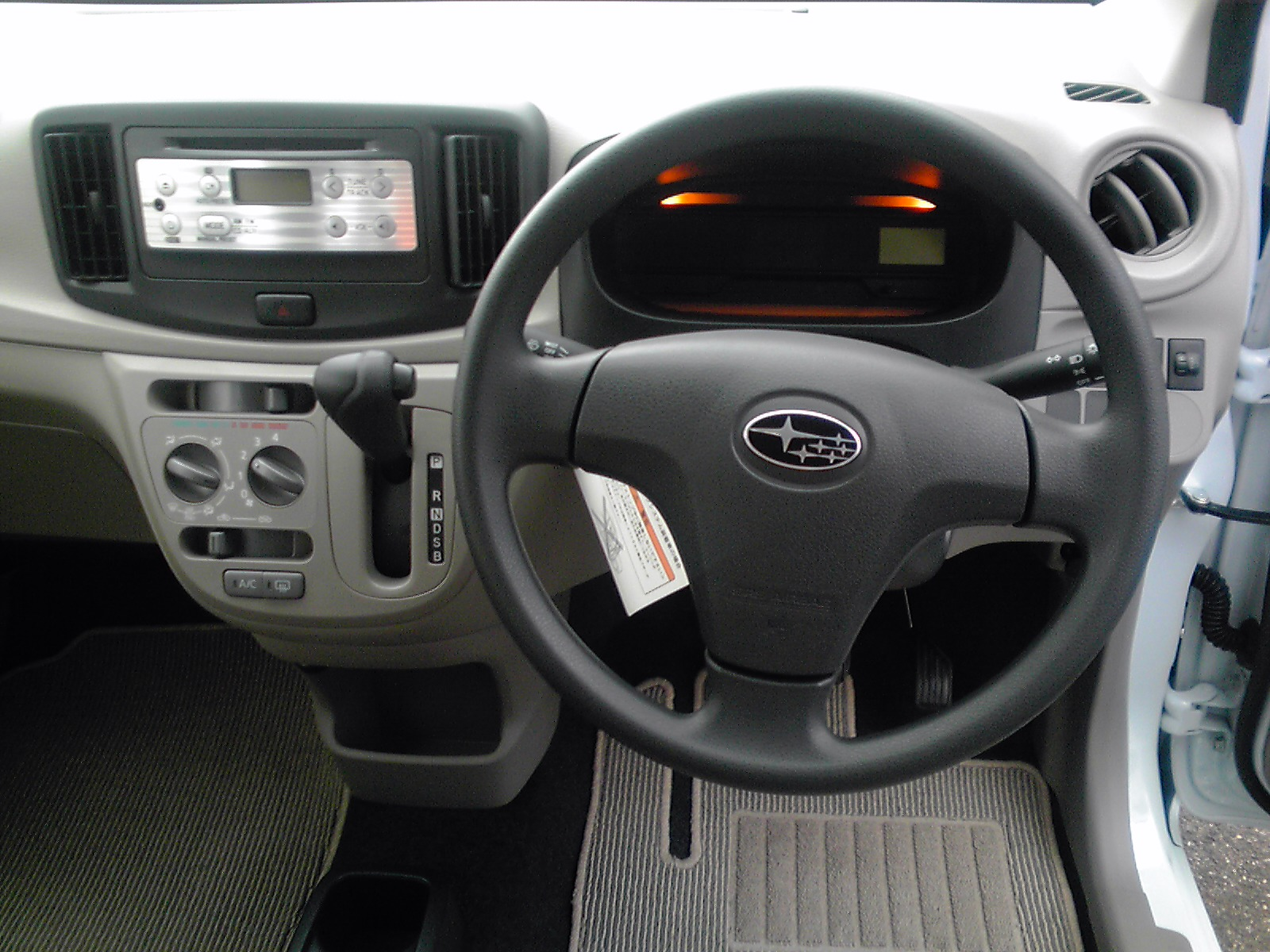
F 前期型・室内

車検証上の型式はLA300F型（2WD車）・LA310F型（AWD車）となるが、スバル社内型式はRE系としている。
ステラ（←ムーヴ）とサンバートラック（←ハイゼットトラック）を除く他のスバルの軽自動車同様、外観上はエンブレム類の変更のみだが、イースとエポックでは装着されている「eco IDLE（エコアイドル）」エンブレムが商標権の関係で装着されていない違いがある。
グレード体系はイース/エポックと同一だが、2WD車は「E」・「F」・「L」・「G」、4WD車は「FA」・「LA」・「GA」と「G」を除いてグレード名称が異なる。「E」はイース／エポックの「D」と同等の装備内容となるが、「G」・「GA」はイース/エポックの「G」・「Gf」に標準装備されているTRCはVSC（VDC）と併合されているため未表記である。「F」・「FA」・「L」・「LA」はイース/エポックの「L」・「Lf」・「X」・「Xf」ではなく、イースの特別仕様車「memorial edition」（以下「メモリアル」）がベースとなっており、「F」・「FA」はイースの「L memorial edition」・「Lf memorial edition」とほぼ同等の装備内容、「L」・「LA」はイースの「X memorial edition」・「Xf memorial edition」からメッキグリルを省いた装備内容となる。
後期型では最上位グレードの「G」・「GA」は「スマートアシスト」をはじめとする装備内容の充実により「G スマートアシスト」・「GA スマートアシスト」に改名するとともに、「スマートアシスト」を装備した「F スマートアシスト（イース/エポックの「L"SA"」相当）」・「FA スマートアシスト（同「Lf"SA"」相当）」・「L スマートアシスト（同「X"SA"」相当）」・「LA スマートアシスト（同「Xf"SA"」相当）」を追加した。また、L系グレードは非装備となっていたフロントメッキグリルが新たに装備されたことでイース/エポックと装備内容がほぼ同一となり、エンブレム類の変更のみとなった。
2014年7月の一部改良で、「G スマートアシスト」と「GA スマートアシスト」はスーパーUVカット&IRカットガラス（フロントドア）と花粉除去機能付エアクリーンフィルター（イースの特別仕様車「スマートセレクション」の装備品）を追加装備して「G スマートアシストα（イースの「G"スマートセレクションSA"」相当）」、「GA スマートアシストα（同「Gf"スマートセレクションSA"」相当）」にそれぞれ改名し、同時に「F スマートアシストα（同「L"スマートセレクションSA"」相当）」、「FA スマートアシストα（同「Lf"スマートセレクションSA"」相当）」、「L スマートアシストα（同「X"スマートセレクションSA"」相当）」、「LA スマートアシストα（同「Xf"スマートセレクションSA"」相当）」の4グレードを追加した。なお、2015年4月の一部改良により、「G スマートアシストα」・「GA スマートアシストα」は「G スマートアシスト」・「GA スマートアシスト」に名称を戻している。
ボディカラーはイースに準じており、「E」は「ホワイト」のみ、「F」・「FA」以上のグレードは前期型では「ホワイト」を含む7色に加え、「F」・「FA」・「L」・「LA」にはイースのメモリアル特別色となっている「ライトローズ・マイカメタリック」と「アーバンナイトブルークリスタル・メタリック（オプションカラー）」を加えた9色を、「G」・「GA」は「シェルローズ」を加えた8色をそれぞれ設定していた。後期型ではG系グレードにおいて、専用色だった「シェルローズ」を廃止する替わりに、F系・L系グレード（＝イースのメモリアル）専用色だった2色が設定できるようになり、併せて、「E」以外のグレードに新色の「シャイニングレッド」を加えたことで、10色となった。
2012年12月10日
発表（12月21日販売開始）。
2013年8月19日
マイナーチェンジ（イース、エポックも同日にマイナーチェンジ）。
2代目・後期型ステラに採用した、低速域衝突回避支援ブレーキ機能、誤発進抑制制御機能、先行車発進お知らせ機能、VDC（イース、エポックのVSC&TRCに相当）の4つの機能で構成された「スマートアシスト」を一部グレードに採用するとともに、スバル車としては初採用となる、60km/h以上で走行中の急ブレーキ時にハザードランプを点滅させて後続車に注意を促すエマージェンシーストップシグナルを全車に採用し、安全性能を強化。燃費性能においても停車前アイドリングストップ機能の作動領域を11km/h以下に早め、CVTサーモコントローラー、気筒別燃焼制御、EGRクーラーを採用したことでエンジンの燃焼効率を高め、全車にタイヤディフレクタを、2WD車にはさらにフロアアンダーカバーとローダウンサスペンションも採用したことで空気抵抗を低減。これにより、JC08モード燃費を2WD車は33.4km/L、4WD車は30.4km/Lに向上した。
外観はフロントバンパーをワイド感のあるスタイリッシュな形状とし、LEDのリアコンビランプはレンズやランプの一部をクリア化。内装ではシートを落ち着いた色目に、オーディオフェイス色をブラックにそれぞれ変更するなど内装の質感を高めた。
OEM車のため「EyeSight」を搭載していないが、警告文はEyeSightのそれを「アイサイト」から「スマートアシスト」に置き換えたものを利用しているため、「スマートアシストだけに頼った運転は、絶対に行わないでください。」となる（ムーヴ/ステラ、イース/エポックも同様）。
2014年7月9日
一部改良（イース、エポックも同日に一部改良）。
エンジンのアトキンソンサイクル化及びデュアルインジェクタの採用、CVTの制御改善などを行うことで、JC08モード燃費を2WD車は35.2km/L、4WD車は32.2km/Lにそれぞれ向上。併せて、Eを除く全グレードに衝突回避支援システム「スマートアシスト」 とスーパーUV カット＆IR カットガラス（フロントドア）、花粉除去機能付エアクリーンフィルターの2つの装備を組み合わせた「スマートアシスト α」（イースの特別仕様車「スマートセレクション SA」に相当）を新グレードとして設定し、「G スマートアシスト」「GA スマートアシスト」を廃止した。また、L系グレードと「G スマートアシストα」・「GA スマートアシストα」には、ブラックシート（フロント上級シート表皮）を採用した「ブラックインテリアパック」をオプション設定した。本オプションを適用した場合、グレードにより、本革巻ステアリングホイール（六連星オーナメント付、L系グレード・「GA スマートアシストα」。「G スマートアシストα」は標準装備）、4スピーカー（「G スマートアシストα」）、ピアノブラック調オーディオパネル（L系グレード）、助手席シートアンダートレイ（「G スマートアシストα」・「GA スマートアシストα」）がそれぞれ追加される。
2015年4月8日
一部改良（イース､エポックも同日に一部改良）。
アイドリングストップ機能はエンジン再始動の条件にステアリング操作を追加、ヒルホールド機能にはアイドリングストップ作動による停車中の状態からの発進だけでなく、通常停車中の状態からの発進にも作動するように機能向上を施した。さらに、最上位グレードの「G スマートアシスト」・「GA スマートアシスト」には専用フィルムを貼付したカーボン調ブラックルーフを採用し、ブラック塗装のアウタードアミラー、Bピラーブラックアウト、メッキドアハンドルをセットにした2トーンカラーを新たに設定。2トーンカラーは「シャイニングレッド」、「パールホワイトIII」に加え、2トーンカラー専用色の「フェスタイエロー」を加えた3色を設定した。
2015年4月22日
特別仕様車「Black Edition」発売（本仕様車は先行で発売されたイースの特別仕様車「Limited SA」に相当する）。
「L スマートアシスト」・「LA スマートアシスト」をベースに、外観は専用ダークメッキフロントグリルと専用14インチアルミホイールを装備。内装はブラックシート（フロント上級シート表皮）やピアノブラック調オーディオパネルを採用してブラック基調に仕上げた。また、前述の2トーンカラーの設定ができるだけでなく、2トーンカラー専用色である「フェスタイエロー」は本仕様車専用色として単色カラーでも設定されている。
2016年7月
仕様変更。ボディカラーの「アーバンナイトブルークリスタル・メタリック」と「フェスタイエロー（2トーンカラーを含む）」をオーダーストップ、並びに廃止。
2017年4月1日
仕様変更。燃費基準の区分変更に対応し、2WD車は「平成32年度燃費基準+40%」、4WD車は「平成32年度燃費基準+30%」をそれぞれ達成した。
2017年5月9日
2代目と入れ替わる形で販売終了。
2020年5月29日（参考）
SUBARU純正用品として「つくつく防止」を発売（ルクラ、RK型ステラ、RD型プレオ向けにも同時に設定）。
OEM元であるミライースの初代モデル（LA300S/310S型）に2019年7月に設定されたペダル踏み間違い時加速抑制装置をRE型プレオプラスにも同一仕様・同一名称で設定。「スマートアシスト」非装着車が対象だが、モデルによっては装着が不可となる場合がある。
- F 後期型
- FA スマートアシスト
後期型
- L スマートアシスト
 Black Edition
後期型

- F 前期型
- F 前期型・リヤ
- F 前期型・室内

## 2代目（通算4代目） LA350F/360F型（2017年 - ）
外観は初代モデル同様、エンブレム類の変更のみである。
グレード体系は初代を踏襲するが、初代では独立したグレード名が与えられていた4WD車は2WD車と同じ名称に統一。併せて、初代に設定されていた「L」はスマートアシスト付の「L スマートアシスト」に統合する形で廃止、廉価グレードの「E」も廃止となった。なお、イース、および後発のエポックの各「B」・「B"SA III"」に相当するビジネス向けグレードがプレオ プラスでは未設定となるため、2代目では「F」が廉価グレードの位置づけとなり、「F スマートアシスト」、「L スマートアシスト」、「G スマートアシスト」と合わせて4グレードに整理された。
初代・後期型で導入された「スマートアシスト」は、スバル車ではシフォン（3代目タントのOEM車種）に次いでの採用となる「スマートアシストIII」に変更。センシング方式をレーザーレーダーからステレオカメラに変えたことで制御対象や認識範囲が大きく拡大され、衝突回避ブレーキは対歩行者にも対応した。
装備面においては、イース同様オーディオレスが標準とされ、インテグレーテッドCDプレーヤー&AM/FMチューナーはメーカーオプション設定であるが、車両本体価格はCDステレオ装着車の価格で表記されているため、イースよりオーディオ分価格が上乗せされている。さらに、「F」・「F スマートアシスト」はリアシートヘッドレストも標準装備されているため、その分の価格も上乗せされている。
ボディカラーはイース、およびエポックに準じたラインナップとなっている。ホワイトはホワイトIII（イース・エポックのホワイト<W19>に相当）に差し替えの上、「F」・「F スマートアシスト」専用色に移行。そのほか、ジャスティ（トールのOEM車種）設定色のマゼンタベリー・マイカメタリックと新色のスカイブルー・メタリックを追加し、「L スマートアシスト」・「G スマートアシスト」専用色としてレモンスカッシュクリスタル・メタリックとスプラッシュブルー・メタリックも追加した。
2017年5月9日
OEM元の2代目イースに併せるかたちでフルモデルチェンジ。
イースの場合同様、「L スマートアシスト」と「G スマートアシスト」の2WD車はJC08モード燃費が34.2km/Lとなったことで、「平成32年度燃費基準+30%」達成に格下げとなった。
（補足）2018年3月2日
無印プレオの販売が終了し、スバル公式サイトでのラインナップでのシリーズ名が「PLEO」から「PLEO＋」となる。
2018年8月1日
一部改良（仕様変更扱い）。燃料消費率と排出ガスがWLTCモードに対応（燃料消費率に関してはJC08モードも併記）し、「平成30年排出ガス基準50%低減レベル」認定が取得された。
2020年1月
ボディカラーの設定が変更され、マゼンタベリー・マイカメタリックを廃止する替わりに、ファイアークォーツレッド・メタリックが新たに設定された。
2020年9月
ボディカラーの設定が変更され、パール系（有料色）のパール・ホワイトIIIをシャイニングホワイト・パールに差し替えた。
2020年12月1日
一部改良。オートライトが全車に標準装備された。
2023年12月20日（補足）
OEM元のダイハツ工業の不正問題の調査で対象がこれまで判明していた6車種から当車種を含めたほぼ全ての車種に拡大することが明らかとなり、国内外の全てのダイハツ工業製の車種の出荷を停止する方向で調整することとなった。
2024年10月4日
一部改良モデルを発表。
9月1日発表（10月1日発売）のイースの一部改良に伴うもので、コーナーセンサーを2個から4個に増強され、コーナーセンサー作動時のメーター内表示を変更。2WD車は寒冷地仕様が標準装備化された。また、グレード体系の整理に伴って「F スマートアシスト」を「F」へ吸収統合するとともに、「L スマートアシスト」と「G スマートアシスト」を初代モデル以来となる「L」と「G」へ改名されたことで、スマートアシストは全車標準装備となった。